# Бжозув (Ловицький повіт)
Бжозув (пол. Brzozów) — село в Польщі, у гміні Беляви Ловицького повіту Лодзинського воєводства.
Населення — 179 осіб (2011).
У 1975-1998 роках село належало до Скерневицького воєводства.

## Демографія
Демографічна структура станом на 31 березня 2011 року:
|          | Загалом | Допрацездатний вік | Працездатний вік | Постпрацездатний вік |
| -------- | ------- | ------------------ | ---------------- | -------------------- |
| Чоловіки | 88      | 13                 | 63               | 12                   |
| Жінки    | 91      | 14                 | 50               | 27                   |
| Разом    | 179     | 27                 | 113              | 39                   |